# François Van der Elst
François „Swat“ Van der Elst (* 1. Dezember 1954 in Opwijk; † 11. Januar 2017 in Aalst) war ein belgischer Fußballspieler.

## Laufbahn

### Vereinskarriere
Van der Elst begann seine Karriere in der Jugendmannschaft bei der Eendracht Mazenzele. 1969 kam er zum RSC Anderlecht. In der Zeit bei den Mannen aus Brüssel gewann er 1972 und 1974 die belgische Meisterschaft und wurde 1972, 1973, 1975 und 1976 belgischer Pokalsieger. International konnte er 1976 und 1978 den europäischen Supercup und in den gleichen Jahren den Europapokal der Pokalsieger gewinnen. Im Finale 1976 erzielte Van der Elst zwei Tore zum Triumph der Belgier. 1977 wurde er Torschützenkönig in der höchsten belgischen Liga. 1980 kam er zu New York Cosmos. Nach nur einem Jahr ging er zurück nach Europa und unterschrieb bei West Ham United. Nach drei Jahren in England ließ er seine Karriere beim SC Lokeren ausklingen.

### Internationale Spielerkarriere
International spielte Van der Elst 44 Mal für Belgien und erzielte 14 Tore. Er nahm an der Europameisterschaft 1980 in Italien teil und wurde dort mit dem Team Vizeeuropameister. Bei der Weltmeisterschaft 1982 in Spanien schied er mit den Roten Teufeln in der zweiten Gruppenphase aus. Van der Elst war in allen acht Qualifikationsspielen zur EM 1980 gegen die Gruppengegner Österreich, Portugal, Schottland und Norwegen im Einsatz und erzielte dabei fünf Tore. Es waren der Siegtreffer zum 2:1-Erfolg am 12. September 1979 in Oslo gegen Norwegen, das 2:0 in Brüssel gegen Portugal, die 1:0-Führung am 21. November 1979 im Hinspiel gegen Schottland sowie die Treffer zum 2:0 und 3:0 im Rückspiel am 19. Dezember 1979 in Glasgow. Sandy Jardine, Graeme Souness, Kenny Dalglish und Joe Jordan mussten im Team von Schottland bei der 1:3-Heimniederlage die spielerische Überlegenheit der Mannschaft von Trainer Guy Thys anerkennen. In der EM-Endrunde vom 11. bis 22. Juni 1980 in Italien war der trickreiche Offensivspieler in den drei Gruppenspielen gegen England (1:1), Spanien (2:1) und Italien (0:0) aktiv und stürmte auch im Finale am 22. Juni in Rom gegen Deutschland im belgischen Angriff an der Seite seines Sturmpartners Jan Ceulemans. Bei der 1:2-Niederlage wurden die zwei Spitzen vom Mittelfeld mit Julien Cools, René Vandereycken, Wilfried van Moer und Raymond Mommens unterstützt.
Die Qualifikation für die WM 1982 in Spanien schaffte Belgien ohne den verletzten Van der Elst, aber in der Endrunde kam er in Elche gegen El Salvador und im Stadion Camp Nou am 28. Juni 1982 bei der 0:3-Niederlage gegen Polen zum Einsatz.
Van der Elst starb am 11. Januar 2017, nachdem er am Neujahrstag nach einem Herzstillstand ins Krankenhaus eingeliefert worden war.

## Erfolge
- Belgischer Meister: 1971/72, 1973/74
- Belgischer Pokalsieger: 1971/72, 1972/73, 1974/75, 1975/76
- Belgischer Supercupsieger: 1976, 1978
- Europapokalsieger der Pokalsieger: 1975/76, 1977/78
- UEFA Super Cup: 1976, 1978
- EM-Zweiter: 1980